# Cuba (islamismo)

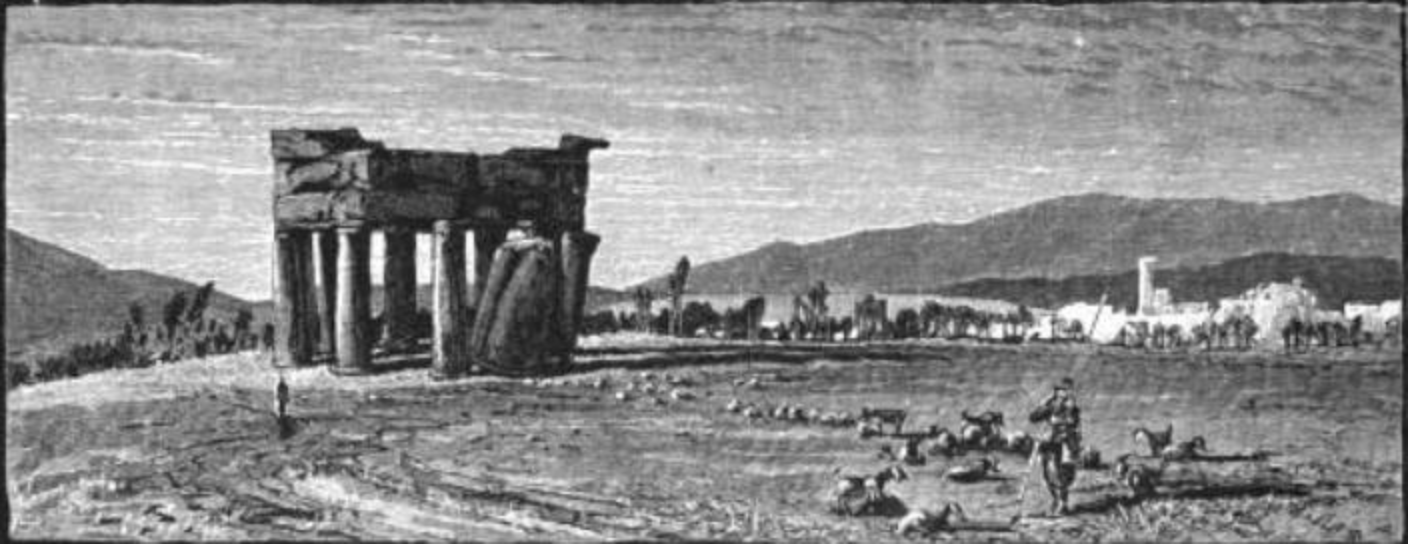
Gravura de 1881 da "Cuba de Duris" perto de Duris, no Líbano

Cuba (em árabe: قُبَّة; romaniz.: Qubba; pl. قُبَّات, qubbāt) é um termo árabe para estruturas mortuárias, sobretudo ermitérios ou mausoléus de mestres sufitas no Alandalus e Magrebe. O termo originalmente era usado para indicar uma tenda de peles, mas também pode ser usado para locais de tumbas se forem locais de peregrinação. Ainda é usada para o domo no topo de mausoléus ou arquitetura medieval islâmica.